# Longitud d'enllaç

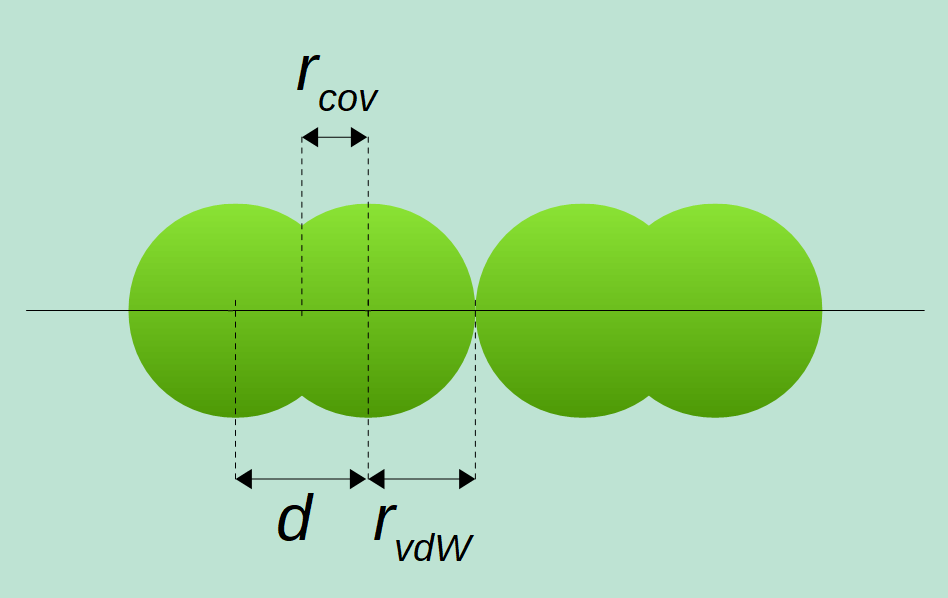
Definició gràfica de longitud d'enllaç d, radi covalent r_{cov} i radi de van der Waals r_{vdW}.

La longitud d'enllaç o distància d'enllaç és la longitud mitjana entre els nuclis de dos àtoms units mitjançant un enllaç covalent en una molècula.
Si dos àtoms s'aproximen els seus orbitals atòmics se superposen i es forma un enllaç covalent. La força d'aquest enllaç augmenta en incrementar-se la superfície de superposició dels orbitals atòmics, de manera que els àtoms es van aproximant fins que la repulsió dels electrons d'ambdós àtoms produeixen una repulsió electroestàtica que impedeix que s'aproximin més. S'arriba, doncs, a una situació d'equilibri entre les forces d'atracció i les de repulsió. La distància que separa els nuclis en aquest moment és el que hom anomena longitud d'enllaç.
Tanmateix, a qualsevol temperatura les molècules vibren i la separació entre àtoms oscil·la i no hi ha una distància constant entre ells. La longitud d'enllaç és el valor mitjà de les distàncies de mínima separació i màxima separació dels àtoms.
La longitud d'enllaç depèn de la grandària dels àtoms i de la naturalesa dels enllaços:
1. La longitud d'enllaç augmenta en incrementar-se la grandària dels àtoms enllaçats. Així la longitud d'enllaç a la molècula {\displaystyle H-Cl} és de 127 pm, mentre que la longitud a l'enllaç {\displaystyle C-Cl} és de 177 pm.
2. La longitud d'enllaç decreix amb el nombre d'enllaços entre els àtoms. És el cas de l'enllaç simple {\displaystyle C-C} de 154 pm mentre que l'enllaç doble {\displaystyle C=C} és de 134 pm.[1]

La longitud d'enllaç és inversament proporcional a l'energia de dissociació {\displaystyle D} de la molècula, l'energia que cal subministrar per rompre l'enllaç. Així a menor longitud d'enllaç, major energia de dissociació.

## Longitud d'enllaç en compostos orgànics
| Longituds d'enllaç en compostos orgànics | Longituds d'enllaç en compostos orgànics | Longituds d'enllaç en compostos orgànics | Longituds d'enllaç en compostos orgànics | Longituds d'enllaç en compostos orgànics | Longituds d'enllaç en compostos orgànics |
| C-H                                      | longitud (pm)                            | C-C                                      | longitud (pm)                            | Enllaços múltiples                       | longitud (pm)                            |
| ---------------------------------------- | ---------------------------------------- | ---------------------------------------- | ---------------------------------------- | ---------------------------------------- | ---------------------------------------- |
| sp3-H                                    | 110                                      | sp3-sp3                                  | 154                                      | Benzè                                    | 140                                      |
| sp²-H                                    | 109                                      | sp3-sp²                                  | 150                                      | Alquè                                    | 134                                      |
| sp-H                                     | 108                                      | sp²-sp²                                  | 147                                      | Alquí                                    | 120                                      |
|                                          |                                          | sp3-sp                                   | 146                                      | Al·lè                                    | 130                                      |
|                                          |                                          | sp²-sp                                   | 143                                      |                                          |                                          |
|                                          |                                          | sp-sp                                    | 137                                      |                                          |                                          |